# Macrogomphus quadratus
Macrogomphus quadratus là loài chuồn chuồn trong họ Gomphidae. Loài này được Selys mô tả khoa học đầu tiên năm 1878.